# Seelitz
Seelitz település Németországban, azon belül Szászország tartományban. Lakosainak száma 1686 fő (2023. december 31.).

## Népesség
A település népességének változása:
| Lakosok száma | 1753 | 1691 | 1680 | 1674 | 1686 |
|               | 2017 | 2019 | 2021 | 2022 | 2023 |